# 잠원 나들목
잠원 나들목(Jamwon IC)은 서울특별시 서초구 잠원동에 설치된 경부간선도로의 교차로이자 과거 경부고속도로의 52번 교차로였다. 2002년 12월 5일 경부고속도로 노선 단축으로 고속도로 지정에서 해제되었다.
고속도로 진입은 하행에만 가능하며, 진출은 반포동 방향으로만 가능하다. 센트럴시티(서울호남)에서 출발하여 호남 방향으로 가는 버스들이 이 나들목을 통해 내려간다.

## 연혁
- 1968년 12월 21일 : 경부고속도로 서울 ~ 수원 구간 개통에 따라 영업 개시[1]
- 2002년 12월 5일 : 경부고속도로 양재 나들목 ~ 한남대교 구간 단축으로 고속도로 지정 해제[2]

## 구조물 정보
- 위치: 서울특별시 서초구 잠원동

## 접속하는 도로
- 신반포로